# 等效位能
等效位能是將許多效應綜合成單一位能的數學表達式。在古典力學中，等效位能即為離心力位能與位能的和。等效位能常被用來計算行星的軌道及半古典的原子計算，可用來降低問題的維度。

## 定義
等效位能 {\displaystyle U_{\text{eff}}} 可定義如下：
{\displaystyle U_{\text{eff}}(\mathbf {r} )={\frac {L^{2}}{2mr^{2}}}+U(\mathbf {r} )}
L 為角動量。
r 為兩物體之距離。
m 為繞行物體之質量。
U(r) 為位能。
等效力，也就是等效位能的梯度取負號則為：
{\displaystyle {\begin{aligned}\mathbf {F} _{\text{eff}}&=-\nabla U_{\text{eff}}(\mathbf {r} )\\&={\frac {L^{2}}{mr^{3}}}{\hat {\mathbf {r} }}-\nabla U(\mathbf {r} )\end{aligned}}}
其中 {\displaystyle {\hat {\mathbf {r} }}} 為r方向的單位向量。

## 特性
等效位能有許多有用的特性：
{\displaystyle U_{\text{eff}}\leq E}
要找到一個圓形軌道的半徑，我們只要將等效位能對r取最小值，或是找{\displaystyle r_{0}}使總力為0：
{\displaystyle {\frac {dU_{\text{eff}}}{dr}}=0}
在解出{\displaystyle r_{0}}後，代回{\displaystyle U_{\text{eff}}}以求等效位能之最大值{\displaystyle U_{\text{eff}}^{\text{max}}}。
也可求得微小振盪之頻率：
{\displaystyle \omega ={\sqrt {\frac {U_{\text{eff}}''}{m}}}}
其中角分符號代表對r的微分。

## 例子：重力位能
以質量為m的小天體繞行質量為M的大天體為例，並假設M遠大於m。在牛頓力學中，大天體的運動可被忽略，且能量E及角動量L守恆：
{\displaystyle E={\frac {1}{2}}m\left({\dot {r}}^{2}+r^{2}{\dot {\phi }}^{2}\right)-{\frac {GmM}{r}},}
{\displaystyle L=mr^{2}{\dot {\phi }}\,}
其中
{\displaystyle {\dot {r}}} 為r對時間的微分，
{\displaystyle {\dot {\phi }}} 為小天體之角速度，
G 為重力常數。
因為整個運動發生在一平面，所以我們只需要兩個變數r及{\displaystyle \phi }。將第二個式子代回第一個式子，整理之後可得
{\displaystyle m{\dot {r}}^{2}=2E-{\frac {L^{2}}{mr^{2}}}+{\frac {2GmM}{r}}=2E-{\frac {1}{r^{2}}}\left({\frac {L^{2}}{m}}-2GmMr\right),}
{\displaystyle {\frac {1}{2}}m{\dot {r}}^{2}=E-U_{\text{eff}}(r),}
其中
{\displaystyle U_{\text{eff}}(r)={\frac {L^{2}}{2mr^{2}}}-{\frac {GmM}{r}}}
即為等效位能。 如同上式所述，原問題的兩個變數被化簡成單變數的問題。在許多應用中，等效位能可視為一維系統的位能，譬如說用等效位能來決定轉折點及穩定平衡區。類似的方法可用來決定廣義相對論中史瓦西度規的軌道。